# Marcel Khalife
Marcel Khalife (em árabe: مرسيل خليفة ; nascido em 10 de junho de 1950 em Amchit) é um compositor, cantor e instrumentista de oud libanês .

## Biografia

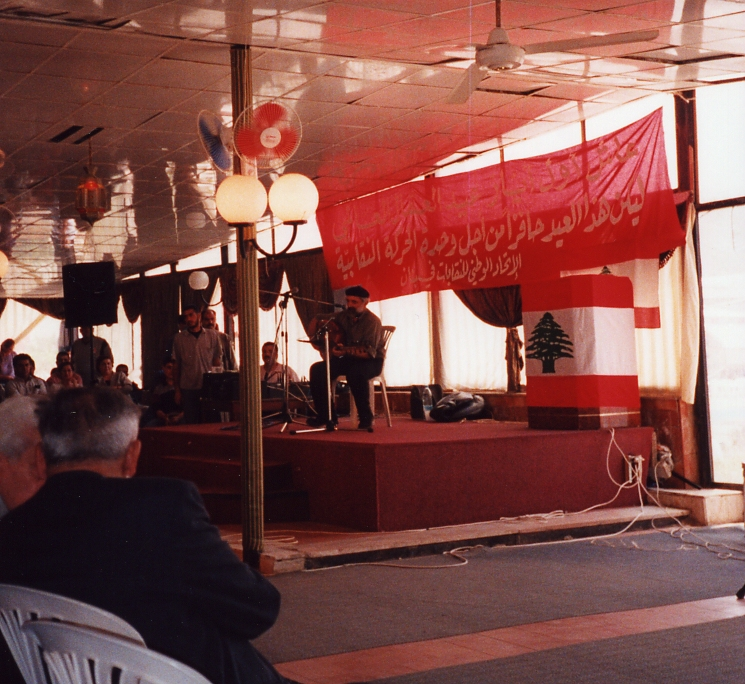
Khalife se apresentando na celebração do Primeiro de Maio em Beirute

Em 1983, a Paredon Records (mais tarde adquirida pela Smithsonian Folkways ) lançou Promises of the Storm, uma coleção de canções de protesto e baladas políticas.

### Tunísia
Em julho de 2009, Khalife retornou à Tunísia para se apresentar no palco do anfiteatro romano com casa cheia, como parte do 45º Festival Internacional de Cartago. Falando ao público, Khalife abriu o show afirmando: 

Povo da Tunísia, boa noite. Esta noite, como todas as noites na Tunísia, tem um gosto especial. Apesar de todos os colapsos e derrotas ao redor do mundo, os tunisianos permanecem o tipo de gente com um gosto especial e amor. Eles não passam minhas canções e concertos na TV, mas sei que meu público continua me ouvindo.
Mais tarde, Khalife dedicou uma canção ao "líder revolucionário Che Guevara ".

### O casoAna Yousef, ya Abi
Três vezes (1996, 1999 e 2003), Khalife enfrentou processos criminais por sua canção Sou José, Ó Pai, escrita pelo poeta palestino Mahmoud Darwish .

## Educação
Khalifé estudou o oud no Conservatório Nacional de Música de Beirute e se formou em 1971.

## Vida profissional
Depois de se formar no Conservatório Nacional de Música de Beirute em 1971, Khalife ensinou o oud tocando lá até 1975. Entre 1972 e 1975, ele ensinou música em universidades públicas e em diversas instituições musicais privadas no Líbano, ao mesmo tempo que viajava e se apresentava pelo Oriente Médio e Norte da África, Europa e Estados Unidos.
Em 1972 ele formou um grupo musical em Amchit para reviver a herança musical de sua aldeia natal. Em 1976 Khalife formou o Al Mayadine Ensemble, que percorreu países de língua árabe, Europa, Estados Unidos, Canadá, América do Sul, Austrália e Japão.

## Vida pessoal
Seu filho mais velho, Rami Khalife, formado pela Juilliard School, é pianista e compositor. Em outubro de 2011, a Orquestra Filarmônica do Qatar, sob a regência de James Gaffigan, estreou "Chaos", para orquestra e piano, de Khalife, com ele no comando como solista. Em fevereiro de 2013, 'Requiem', obra de Rami Khalife inspirada na Primavera Árabe, foi estreada dentro do mesmo programa da suíte "Oriental" de seu pai.

## Obras

### Apresentações
- 14/11/2005: Lincoln Theatre (Washington, DC), EUA[12]
- 12/01/2004: Kennedy Center, Washington D.C., EUA[13]
- 10/10/2008: De Roma Borgerhout, Antuérpia, Bélgica[14]
- 13/03/2011: Série de concertos Al-Bustan, Filadélfia, EUA[15]
- 15/11/2014: Série de concertos Al-Bustan, Filadélfia, EUA[16]
- 18/12/2016: Festival Day for Night, Houston, Texas, EUA[17]
- 2018.05.25 Institut des cultures arabes et méditerranéennes, Genebra, Suíça[18]

## Discografia
Abaixo parte da discografia de Marcel Khalife.

### Álbuns de estúdio
- Promises of the Storm (1976)
- At the Border (1980)
- Ahmad Al Arabi (1984)
- Dreamy Sunrise (1985)
- Ode to a Homeland (1990)
- Arabic Coffeepot (1995)
- Voyageur (1998)
- Jadal (2002)
- The Bridge (2002)
- Summer Night's Dream (2003)
- Promises of the Storm (2003)
- Caress (2004)
- Peace Be with You (2006)
- Taqasim (2006)
- Sharq (2007)
- Andulusia of Love (2016)

### Músicas
- Mounadiloun
- Oummi (Mãe)

### Álbuns ao vivo
- Dance (1995)
- Marcel Khalife: Magic Carpet (1998)
- Concerto Al Andalus (2002)

## Honras
- França: Cavaleiro da Ordre des Arts et des Lettres (2018)
- Marrocos: Comandante da Ordem de Mérito Intelectual (2008)
- Tunísia: Grande-Oficial da Ordem Nacional de Mérito da Tunísia (2018)